# Quilombo Abacate da Pedreira
O Quilombo Abacate da Pedreira é uma comunidade remanescente de quilombo situado em Macapá, capital do Amapá.

## História
• Origens:  Sua história remonta ao século XVIII, formado por africanos escravizados que fugiam das fazendas e buscavam refúgio nas matas.
• Resistência:  Isolados na floresta, os quilombolas desenvolveram estratégias de defesa e resistência, mantendo sua autonomia e liberdade.
• Reconhecimento:  O Quilombo Abacate da Pedreira foi oficialmente reconhecido como remanescente de quilombo pela Fundação Cultural Palmares em 2016, garantindo o direito à terra e a preservação de sua cultura.  Além do resgate da história, raízes e tradição dos quilombolas, a certificação como remanescente garante o acesso a políticas públicas de habitação e também o fomento da garantia de direitos junto a órgãos públicos. Com isso há o estímulo a participação ativa dos representantes quilombolas e proporciona apoio ao desenvolvimento produtivo local e autonomia econômica.

## Características
• Localização: Situado em área rural de Macapá, próximo ao Rio Amazonas, o quilombo se beneficia da rica biodiversidade da região amazônica.
• Cultura: A comunidade mantém vivas suas tradições, como a música, a dança, o artesanato e a culinária, que expressam sua ancestralidade e identidade. O batuque, o marabaixo e a capoeira são manifestações culturais importantes.
• Organização social: A vida comunitária é baseada na solidariedade e na cooperação, com forte ligação com a natureza e seus recursos.
• Economia: As principais atividades econômicas são a agricultura familiar (cultivo de mandioca, banana, açaí), a pesca artesanal, o extrativismo vegetal e a produção de artesanato.

## Desafios
• Acesso a serviços básicos: A comunidade enfrenta dificuldades no acesso a serviços básicos como saúde, educação e saneamento.
• Preservação ambiental: A pressão sobre os recursos naturais e o desmatamento representam ameaças à preservação do meio ambiente.
• Manutenção da cultura: A influência da cultura externa e a migração de jovens podem comprometer a preservação das tradições.

## Luta e Resistência
• Demarcação de terras: A comunidade luta pela demarcação definitiva de suas terras, garantindo a segurança territorial e a proteção de seus recursos naturais.
• Valorização da cultura:  Buscam fortalecer e valorizar sua cultura, transmitindo seus conhecimentos e práticas tradicionais às novas gerações.
• Desenvolvimento sustentável:  A comunidade busca alternativas de desenvolvimento econômico que promovam a sustentabilidade e a preservação ambiental.

## Certificação
A certificação ocorre conforme as declarações de auto-reconhecimento de cada comunidade, respeitando o decreto nº 4.887/2003 e a Convenção 169 da Organização Internacional do Trabalho (OIT) sobre os povos indígenas e tribais.
A certificação de comunidades remanescentes de quilombos é emitida pela Fundação Cultural Palmares. O processo teve início no Brasil com a aprovação do decreto nº 4.887/2003, que visa garantir a essas comunidades a posse da terra e o acesso a serviços de saúde, educação e saneamento. 
As comunidades quilombolas são grupos com trajetória histórica própria, cuja origem se refere a diferentes situações, a exemplo de doações de terras realizadas a partir da desagregação de monoculturas; compra de terras pelos próprios sujeitos, com o fim do sistema escravista; terras obtidas em troca da prestação de serviços, ou áreas ocupadas no processo de resistência ao sistema escravista. Em todos os casos, o território é a base da reprodução física, social, econômica e cultural da coletividade.
Em 12 de março de 2004, o Programa Brasil Quilombola foi lançado om o objetivo de consolidar os marcos da política de Estado para as áreas quilombolas de todo o país.